# اتحادیه خبرگزاری‌های اروپایی
اتحادیه خبرگزاری های اروپایی ( انگلیسی: European Alliance of News Agencies) مخفف انگلیسی (EANA) , اتحادیه ای از خبرگزاری های کشورهای اروپایی است که در حال حاضر 33 عضو دارد.
این اتحادیه در ۲۱ آگوست ۱۹۵۶ تاسیس شده است. خبرگزاری های اروپای غربی در آن زمان به همراه خبرگزاری آناتولی و تانژونگ به عنوان هسته اولیه این اتحادیه بوده اند 
خبرگزاری های فرانس پرس از فرانسه، د پ آ از آلمان، افه از اسپانیا و آنسا از ایتالیا مشهورترین خبرگزاری های این اتحادیه هستند که در عرصه بین المللی فعالیت می کنند. 